# Ida Awierbach
Ida Leonidowna Awierbach (ros. Ида Леонидовна Авербах; ur. 11 sierpnia 1905 w Saratowie, zm. 16 czerwca 1938 Kommunarka pod Moskwą) – radziecka prawnik.
Siostra Leopolda Awierbacha, siostrzenica Jakowa Swierdłowa., żona . Pracowała w organach prokuratury, była zastępcą prokuratora miasta Moskwy . 
Żydówka, pochodziła z zamożnej rodziny żydowskiej. Jej ojciec, Leonid Nikołajewicz (Lejb Izaakowicz), był bogatym przedsiębiorcą, właścicielem firmy żeglugowej na Wołdze (według innych źródeł - właścicielem drukarni w Moskwie). Jej matka, Sofia Michajłowna, była siostrą Jakowa Swierdłowa. Ida ukończyła liceum w Saratowie i szkołę pracy w Moskwie.
W latach 1919–1922 przeprowadziła się do Moskwy i zaangażowała się w działalność Komsomołu. W latach 1920–1921 była członkinią biura organizacyjnego Miejskiego Komitetu Rejonowego Komsomołu w Moskwie, a następnie — sekretarzem komórki Komsomołu w moskiewskiej szkole pracy. W 1925 ukończyła wydział prawa Uniwersytetu Moskiewskiego. W 1928 wstąpiła do Wszechzwiązkowej Komunistycznej Partii (bolszewików).
Główną specjalnością I. L. Awerbacha była praca śledczego w prokuraturze. Po ślubie z Gienrichem Jagodą i dzięki jego pośrednictwu udało jej się awansować na stanowisko zastępcy prokuratora stołecznego. Zajmowała to stanowisko do 9 czerwca 1937.
Autorka prac z dziedziny zagadnień prawa i radzieckiej polityki represyjnej, w tym książki o radzieckich obozach pracy „Od zbrodni do pracy” (ros. "От преступления к труду", 1936, pod redakcją Andrieja Wyszynskiego) . 
9 czerwca 1937 została aresztowana jako „członek rodziny zdrajcy ojczyzny”; wraz z matką i siedmioletnim synem Genrichem postanowieniem Nadzwyczajnego Posiedzenia przy Ludowym Komisariacie Spraw Wewnętrznych została zesłana na 5 lat do Orenburga. 26 czerwca 1937 jej wyrok został zmieniony: została aresztowana pod zarzutem „działalności kontrrewolucyjnej”, a postanowieniem Nadzwyczajnego Posiedzenia przy Ludowym Komisariacie Spraw Wewnętrznych zesłanie zamieniono na pięć lat pracy w Poprawczym Obozie Pracy, a 5 lipca 1937 – na 8 lat więzienia w obozie koncentracyjnym Tiemnikow. Syn Genrich przebywał w sierocińcach w obwodzie orenburskim i kujbyszewskim. W 1938 została deportowana do Moskwy. 10 czerwca 1938, w „rozkazie specjalnym” („Moskwa-Centrum”), została wpisana na listę osób przeznaczonych do rozstrzelania bez formalnego wyroku sądowego jako osoba społecznie niebezpieczna; 16 czerwca 1938 została rozstrzelana wraz z grupą czołowych funkcjonariuszy Ludowego Komisariatu Spraw Wewnętrznych ZSRR oraz siostrami męża, E. Jagodą i Lilią Jagodą-Znamienską. Miejsce pochówku - specjalny obiekt Ludowego Komisariatu Spraw Wewnętrznych ZSRR „Kommunarka”. 
21 lutego 1990 została zrehabilitowana decyzją prokuratury ZSRR. 